# Oldenburg in Holstein

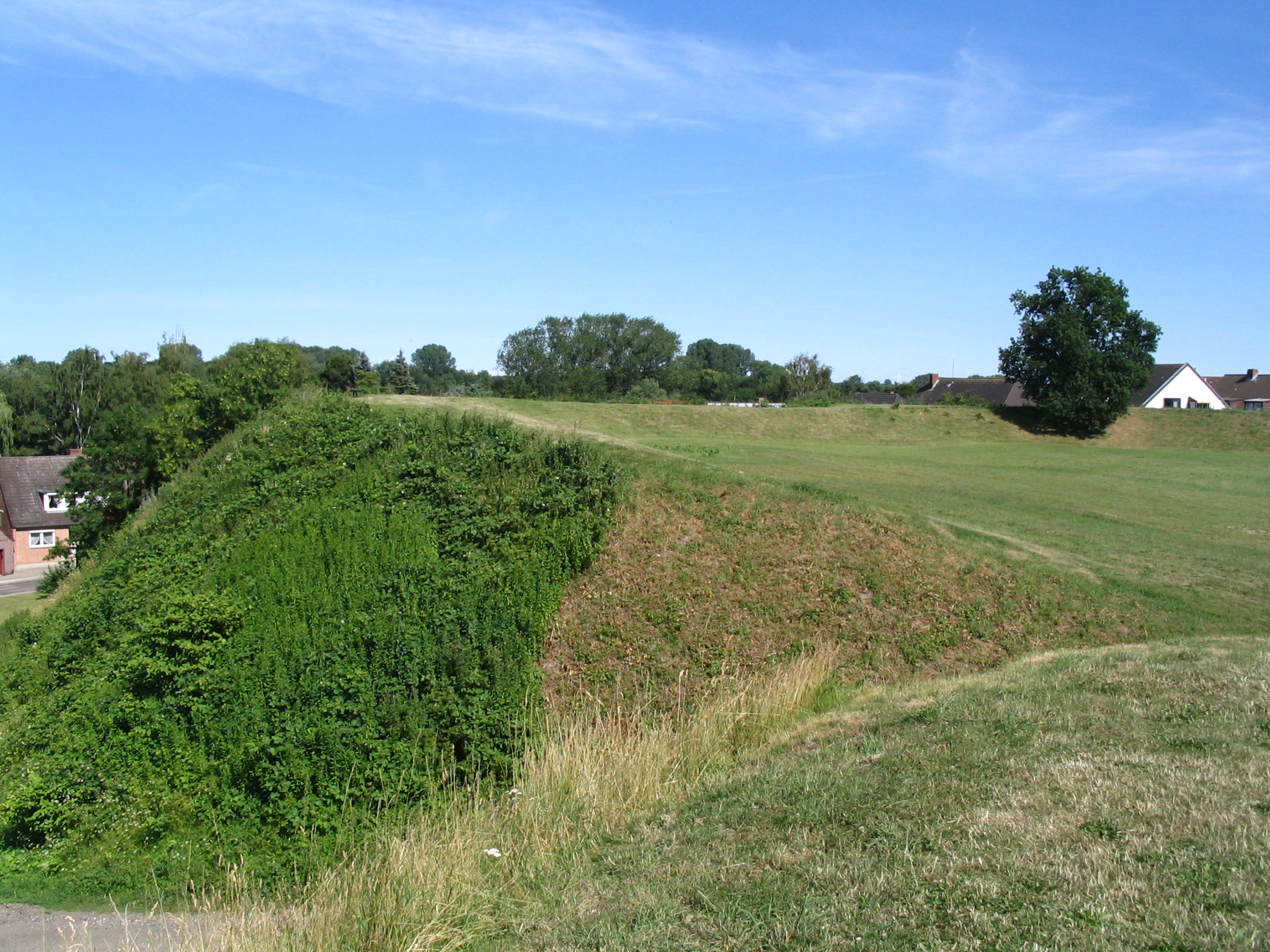
Słowiański Wał Oldenburski

Oldenburg in Holstein, Oldenburg i. H. – miasto w Niemczech w kraju związkowym Szlezwik-Holsztyn, w powiecie Ostholstein, siedziba związku gmin Amt Oldenburg-Land. W 2008 r. liczyło 9663 mieszkańców.

## Toponimia
Nazwa Oldenburg jest dosłownym tłumaczeniem pierwotnej połabskiej nazwy Starigard „stary gród”. Pośrednią nazwą była wzmiankowana w źródłach nazwa Aldinborg. Na język polski tłumaczona jest jako Stargard Wagryjski albo Starogród Wagryjski.

## Historia
Oldenburg założony został jako główny gród Wagrów, najbardziej na północny zachód wysuniętego plemienia Obodrytów. Z tych czasów pochodzi tzw. Wał Oldenburski, datowany na rok 700. W końcu VIII w. gród znacznie rozszerzony ku wschodowi, gdzie wzniesiono rezydencję słowiańskiego księcia; od południa rozwinęło się otwarte podgrodzie. W połowie X w. wzniesiono nową rezydencję w zachodniej części grodu.
W 968 zlokalizowano tu siedzibę biskupa, a we wschodniej części grodu wzniesiono kościół, który został zniszczony w 1000 roku oraz ponownie w 1066 roku.
Adam z Bremy w 1076 roku opisał gród w swojej kronice następująco: „Aldinborg civitas magna Sclavorum, qui Waigri dicuntur, sita est iuxta mare, quod Balticum sive Barbarum dicitur, itinere die. .. ab Hammaburg”, czyli Starigard jest wielkim grodem Słowian zwanych Wagrami, który położony jest w pobliżu morza nazywanego Barbarum albo Bałtykiem, o dzień drogi od Hamburga.
Gród zniszczony został na przełomie 1148 i 1149 roku. Około 1150 roku zbudowano kościół. Siedzibę biskupa ok. 1160 przeniesiono do Lubeki.
Na początku XIII w. hrabiowie Holsztynu wznieśli na terenie słowiańskiego grodu nowe założenie obronne, zniszczone w końcu tego samego wieku. Wokół targu na podgrodziu rozwinęło się niemieckie osiedle, które w 1233 otrzymało prawa miejskie od hrabiego Adolfa IV.

## Współpraca
- Meklemburgia-Pomorze Przednie: Bergen auf Rügen